# Caroline Müller
Caroline Müller, född Caroline Frederikke Halle 5 februari 1755 i Köpenhamn, död 17 november 1826, var en dansk operasångare och skådespelare som efter Elisabeth Olin skulle bli Sveriges största operasångerska under 1700-talet, hovsångerska 1781.
Müller invaldes som ledamot 105 av Kungliga Musikaliska akademien den 12 februari 1788, blev hovsångare och rektor och instruktör vid Dramatens elevskola. Hon är känd i Danmark under namnet Caroline Walter efter första äktenskapet 1774 med Thomas Walter och i Sverige som Caroline, eller Carolina Müller (efter andra äktenskapet 1780) med Christian Friedrich Müller.

## Bakgrund
Caroline Halle blev balettelev på Det Kongelige Teater 1761, uppträdde i barnroller och fick kontrakt som aktris 1769. Hon var sedan en av Danmarks största aktriser under 1770-talet, särskilt inom komedi och opera-comique.
År 1772 gifte hon sig med commerce-secretair Thomas Walther som hon dock snart separerade från. Hon lämnade Danmark 1780 med sin älskare, violinvirtuosen Christian Friedrich Müller (1752–1827) för att hon förvägrades skilsmässa från sin man; operadirektionen såg till att Müller blev förvisad från Danmark då Operan fruktade att mista henne om hon gifte sig med honom.
Hon blev anställd vid teatern i Bollhuset i Stockholm, där hon gjorde en lysande debut som Alceste 1781. Det var meningen att hon skulle spela huvudrollen i den föreställning som skulle inviga Operan 1782, men hon flydde istället till London tillsammans med sin man undan sina fordringsägare. Året efter kallade Gustav III henne tillbaka till Operan i utbyte mot skuldavskrivning, och hon ersatte 1784 Elisabet Olin som Sveriges största primadonna. Hon blev den 12 februari 1788 invald i Musikaliska akademien. Maken var 1780–82 och 1783–1817 anställd vid Hovkapellet (från 1787 som konsertmästare), och blev även han invald i akademien 1788.

## Karriär i Sverige
Bland hennes roller märks Armide och Iphigenia i Glücks operor, Dido och Kristina Gyllenstierna i Johan Naumanns Gustaf Vasa. Hon spelade Alceste i Alceste av Gluck mot Carl Stenborg och Kristofer Kristian Karsten säsongen 1780–1781, Anguelique i Roland av Quinault mot Carl Stenborg och Kristofer Kristian Karsten 1781–1782, Iphigenie i Iphigenie på Tauris av Glück mot Carl Stenborg och Kristofer Kristian Karsten, Kristina Gyllenstierna i Gustaf Vasa av Nauman mot Carl Stenborg och Kristofer Kristian Karsten 1785–1786, Armide i Armide av Quinault mot Carl Stenborg och Kristofer Kristian Karsten 1786–1787, Kristina av Holstein-Gottorp i Gustaf Adolf och Ebba Brahe mot Franziska Stading, Carl Stenborg och Kristofer Kristian Karsten 1787–1788, Prosper i Azemia av Dalayrac mot Abraham de Broen och Kristofer Kristian Karsten 1792–1793, Aretea i Alcides' inträde i världen av Haeffner mot Carl Fredrik Fernstedt och Marie Louise Marcadet, Georgino i Den stormiga aftonen av Dalayrac mot Abraham de Broen och Kjell Waltman, Josef i De bägge Savojarderna av Dalayrac mot Kristofer Kristian Karsten och Marie Louise Marcadet 1793–1794, Malena i De gamla friarna av Dalayrac mot Kjell Waltman, Karl Magnus Craelius, Maria Franck och Inga Åberg och Lisette i Reanud d'Ast mot Kristofer Kristian Karsten 1795–1796, Colombine i Den talande tavlan av Grétry mot Ottilia Carolina Deland 1798–1799 och Dido i Aeneas i Carthago mot Carl Stenborg och Kristofer Kristian Karsten 1799–1800.

## Senare karriär
Caroline Müller avslutade sin anställning 1806, men gav sin sista föreställning vid Karl XIII:s kröning 1810. Under 1812–1815 var hon rektor och lärare i aktion för Dramatens elevskola.
Gustaf Löwenhielm nämner hennes betydelse på 1800-talet då han poängterar att många av grundarna av den svenska nationalscenen i själva verket var utlänningar:
”Är det omöjligt att engagera herr Berg och fröken Schoultz? – Annars ser jag icke huru Tit. skall kunna undgå att engagera halvvuxna utlänningar. Gustav III:s svenska nationalteater begyntes med den danska fru Müller (Caroline Müller), den franska fru Marcadet , den tyska mamsell Stading, den tyska Fru Augusti och den polska fru Karsten. Dessa damer ockuperade vår scen och uppehöllo den ifrån Stora operans instiktelse och fru Olins liktidiga avgång i början av 1780-talet till år 1800, då fru Desguillons skola hann utkläcka mamsell Wässelia cum celeris.”